# Friauler Eisenbahn-Gesellschaft
Die kaiserlich-königlich privilegierte Friauler Eisenbahn-Gesellschaft (FEG), italienisch Imperial regia privilegiata Società Ferroviaria Friulana (nicht zu verwechseln mit der heutigen Società Ferroviaria Friulana s.r.l.), war ein privates Eisenbahnunternehmen, das ab 1893 im Kronland Österreichisches Küstenland der Österreichisch-Ungarischen Monarchie tätig war.

## Geschichte

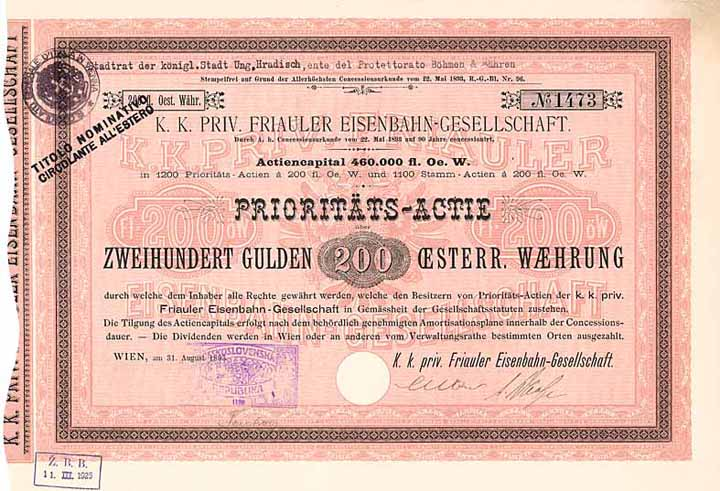
Deutsch beschriftete Aktie mit Nominale 200 Gulden

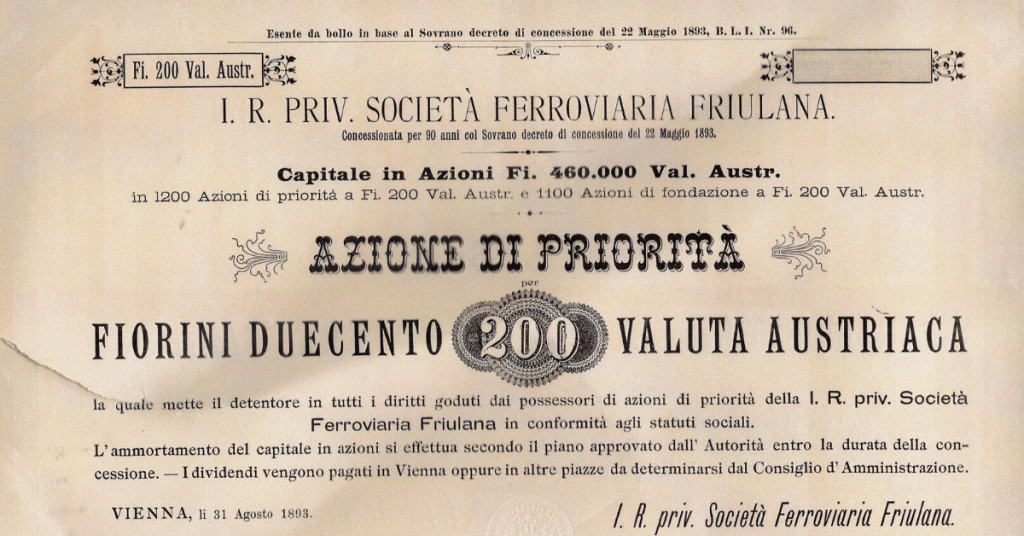
Italienisch beschriftete Aktie mit Nominale 200 Gulden

Die Gesellschaft wurde 1893 in Wien von Giacomo Antonelli und Giulio Dreossi gegründet. Noch im selben Jahr erhielt sie vom österreichisch-ungarischen Eisenbahnministerium eine 90-jährige Konzession für die Strecke Monfalcone–Cervignano–italienische Grenze und den Anschluss Monfalcone–Rosega. Der Betrieb beider Strecken wurde der staatlichen kkStB übertragen.
Im Jahr 1909 erhielt die Gesellschaft auch die Konzession für die Bahnstrecke Cervignano–Pontile per Grado, deren Laufzeit der der anderen beiden Linien angeglichen wurde.
Nach dem Ende des Ersten Weltkriegs ging der Betrieb der Linien auf die Ferrovie dello Stato über, während das Eigentum an der Infrastruktur bei der FEG verblieb.
Am 6. März 1981 beschloss die außerordentliche Generalversammlung der Aktionäre die Liquidation der Gesellschaft. Die vollständige Übertragung der Vermögenswerte an den italienischen Staat wurde im Rahmen eines Vergleichs geregelt, der 2008 in Kraft trat.
Die Friauler Eisenbahn-Gesellschaft war damit – wenn auch nur formal – eines der langlebigsten Eisenbahnunternehmen der Habsburgermonarchie – übertroffen nur von der Achenseebahn AG in Tirol oder der Graz-Köflacher Bahn.

## Aktueller Status
Die Bahnstrecke in Richtung Belvedere / Grado ist abgebaut und überwiegend zu einem Radweg umgebaut.
Die Strecke Monfalcone–Cervignano ist hingegen Teilabschnitt der zur Hauptbahn ausgebauten Bahnstrecke Venedig–Triest, ist elektrifiziert und wird intensiv befahren.
Der Hafenanschluss von Monfalcone ist teilweise abgebaut, der Hafen wird aber über eine neugestartet Zufahrtstrecke weiter auf der Schiene bedient.

## Streckennetz

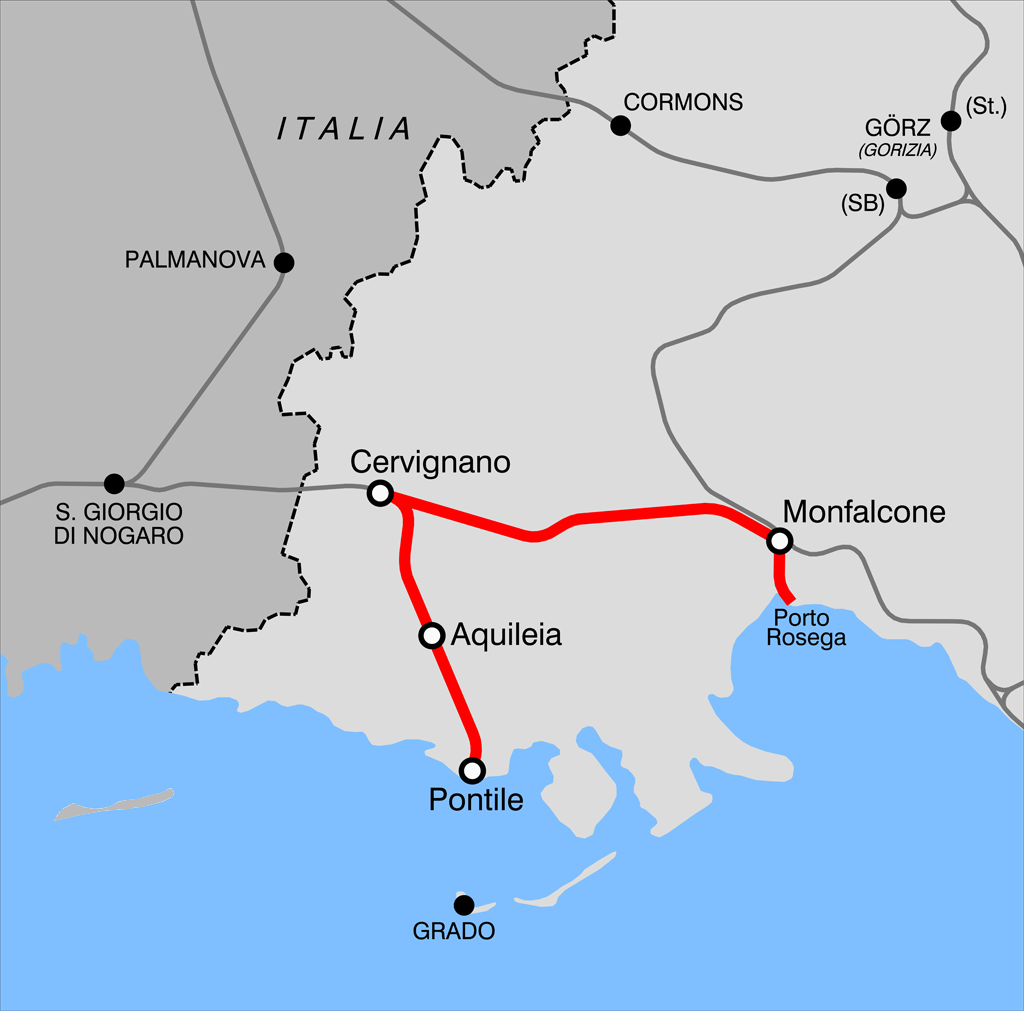
Streckennetz der Friauler Eisenbahn-Gesellschaft. Die Staatsgrenzen zeigen den Status 1867–1918. Österreich-Ungarn ist hellgrau, Italien dunkelgrau dargestellt

Die FEG errichtete und behielt das Eigentum an folgenden Bahnstrecken:
- Monfalcone–Cervignano–italienische Grenze
- Bahnstrecke Cervignano–Pontile per Grado
- Monfalcone–Rosega (Hafenanschluss)

## Fahrzeuge

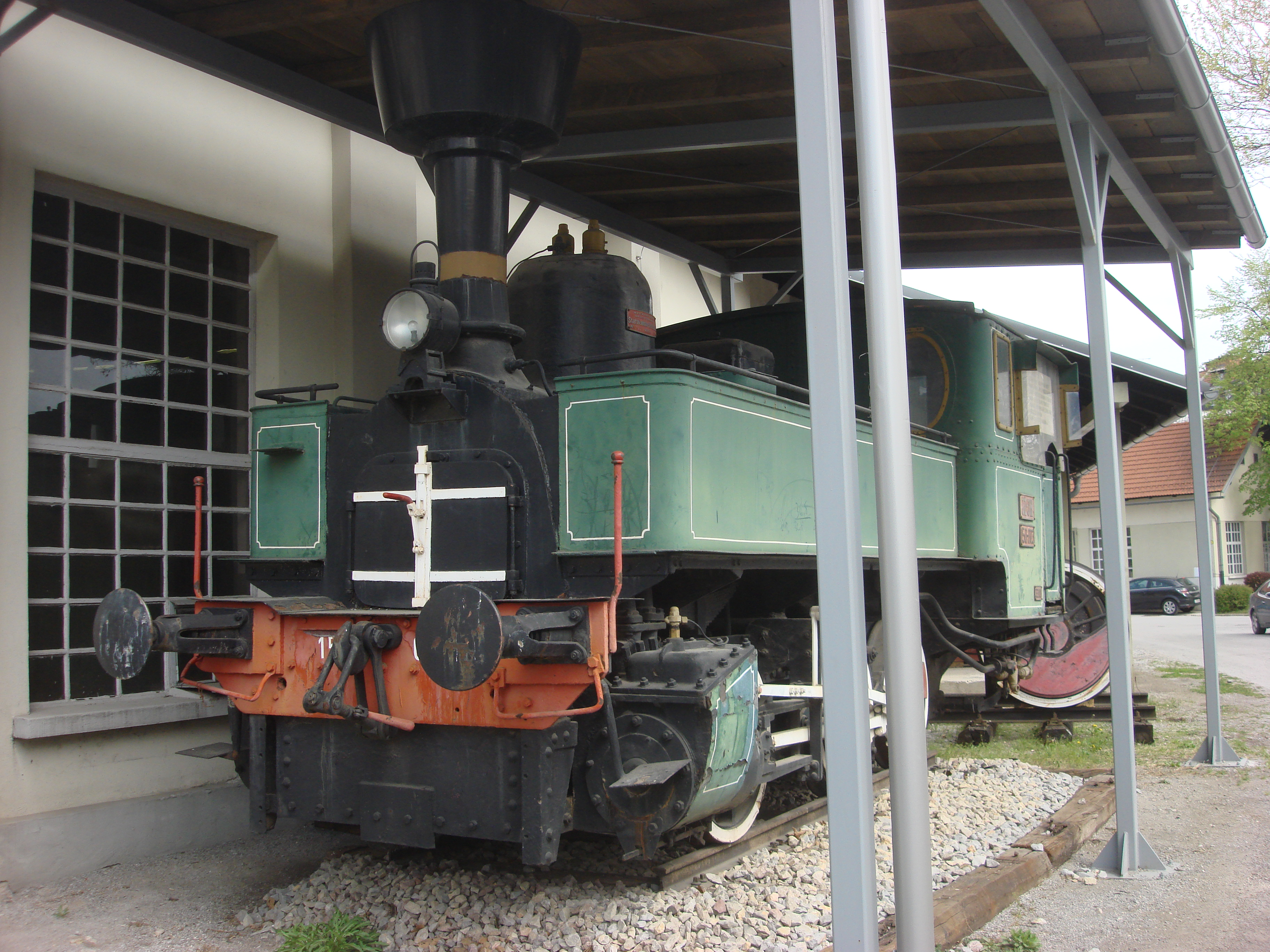
Lokomotive der Friauler Eisenbahngesellschaft im Eisenbahnmuseum Ljubljana

Die Friauler Eisenbahngesellschaft beschaffte drei Lokomotiven der kkStB-Baureihe 97 und zwei Lokomotiven der kkStB-Baureihe 199. Die erstbeschaffte Lokomotive ist im Eisenbahnmuseum Ljubljana erhalten.

## Mediale Rezeption
Es gibt zahlreiche Fundstellen zur Friauler Eisenbahn-Gesellschaft im österreichischen Zeitungsarchivsystem ANNO.